# Smash burger
Pour les articles homonymes, voir Burger.
Un smash burger est un hamburger dans lequel le steak haché de bœuf est écrasé sur une plancha pour en caraméliser une plus grande surface à la cuisson. La réaction de Maillard est mise en avant pour communiquer sur cette technique de cuisson bien que cette réaction a lieu dans l'ensemble des processus de cuisson.

## Étymologie
Le terme smash burger est composé du verbe anglais to smash, qui signifie littéralement « écraser » ou « fracasser », et de burger, abréviation de « hamburger ». L'expression désigne donc, de manière littérale, un « burger écrasé ».

## Historique

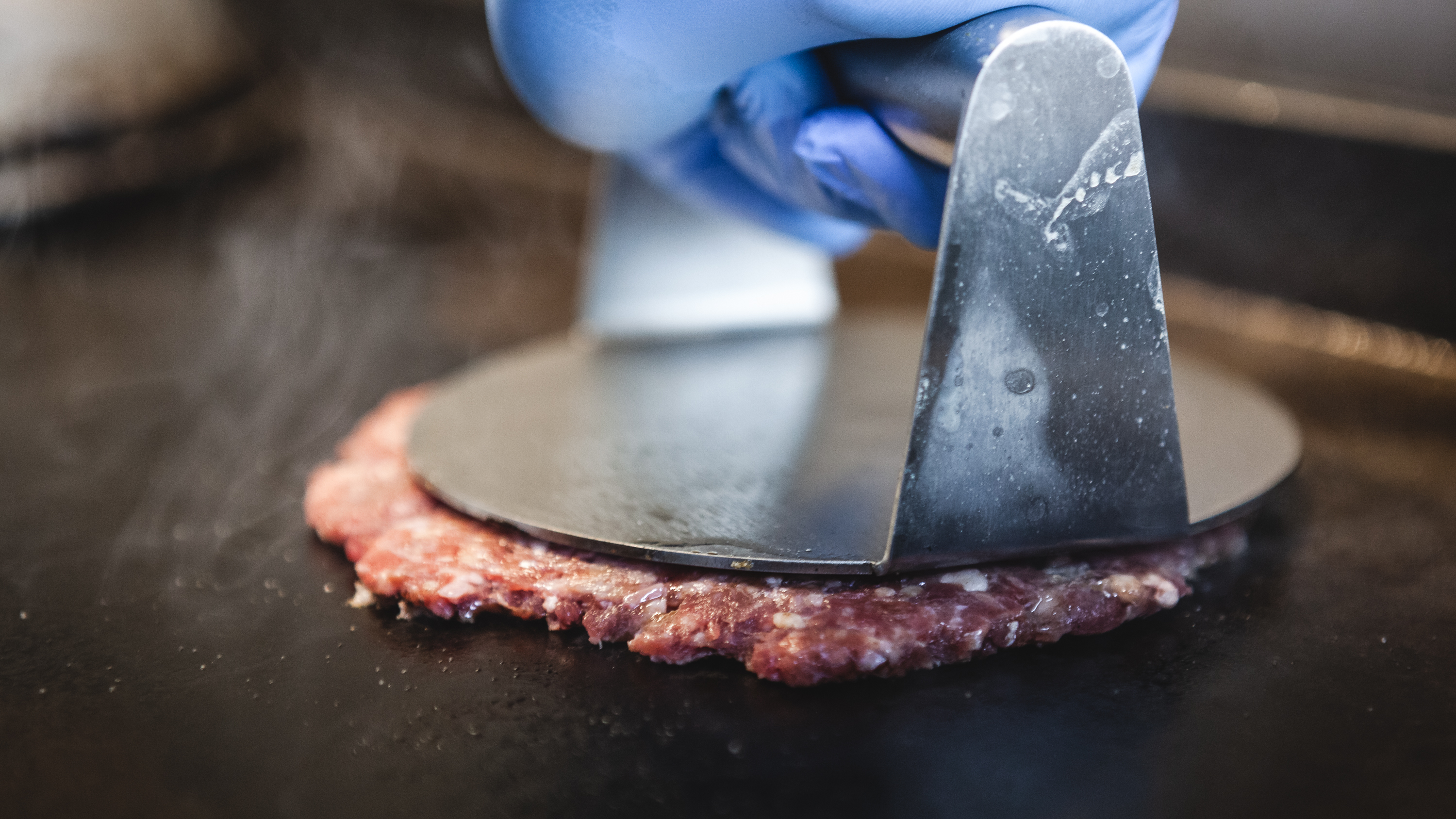
Steak haché en train d'être smashé

### Origines aux États-Unis (1920-1960)
La technique du smash burger, consistant à aplatir une boulette de viande sur une surface très chaude afin d’en accentuer la caramélisation lors de la cuisson qui s'explique par la réaction de Maillard, remonte aux premières décennies du XXᵉ siècle aux États-Unis. Elle est notamment associée à la région de l’Oklahoma, où des établissements comme celui d’El Reno ont développé des burgers à l’oignon écrasé durant les années 1920, en pleine Grande Dépression. Cette méthode visait alors à maximiser le volume de nourriture à partir d’une quantité limitée de viande.
Dans les années 1960, une anecdote rapportée à Ashland au Kentucky évoque un employé du restaurant Dairy Cheer qui aurait utilisé une boîte de conserve pour écraser sa viande sur le grill. Cette version est souvent citée comme étant à l’origine du nom « smash burger », bien que l’existence de préparations similaires soit attestée bien avant cette date.

### Popularisation au XXIᵉ siècle

#### Industrialisation par la chaîne Smashburger (2007)
L’industrialisation du smash burger intervient en 2007 avec la création de la chaîne américaine Smashburger, fondée à Denver, Colorado. Bien que cette enseigne n’ait pas inventé la méthode, elle a largement contribué à sa popularisation à travers les États-Unis, puis à l’international.

#### Nouvel engouement aux États-Unis (depuis 2010)
À partir de la seconde moitié des années 2010, le smash burger connaît une résurgence aux États-Unis. Cette popularité renouvelée est notamment associée à l’apparition, en 2017, du pop-up Burgers Never Say Die à Los Angeles, fondé par Shawn Nee. Le concept, reposant sur la cuisson de boulettes de viande très aplaties sur plaque chaude, séduit par son approche minimaliste et par la texture croustillante de la viande.
Le modèle proposé par Burgers Never Say Die inspire plusieurs établissements similaires, en particulier sur la côte ouest américaine, comme Smish Smash dans la région de San Francisco. Cette vague coïncide avec un contexte économique marqué par une inflation du prix de la viande et des coûts de production, incitant les restaurateurs à privilégier des formats plus fins, rapides à cuire et à forte valeur gustative.
Parallèlement, le style smash burger fait l’objet d’une revalorisation historique, notamment à travers le travail de l’auteur et documentariste George Motz, qui promeut le smash burger comme forme traditionnelle du hamburger américain du début du XXᵉ siècle. Son établissement Hamburger America, ouvert à New York en 2023, s’inscrit dans cette logique de retour à une préparation considérée comme « authentique ».

### Smash burger en France
La véritable diffusion du smash burger en France est généralement attribuée à l’ouverture de l’établissement Dumbo, en septembre 2019, dans le 9ᵉ arrondissement de Paris, à proximité de Pigalle. Fondé par Charles Ganem et Samuel Nataf, ce micro-comptoir contribue à faire connaître la technique du smash burger,.

#### Premières traces (2015–2018)
L’introduction du smash burger en France est progressive et souvent non documentée dans la presse avant 2019. Des établissements parisiens comme Buns, fondé en 2015, mentionnent dans leur communication fournir un burger à la plancha évoquant le style « smash », mais aucune source indépendante ne confirme formellement leur rôle de précurseur.

#### Explosion de la technique avec Dumbo (depuis 2019)
La diffusion de la technique du smash burger devient notable à partir de 2019, notamment à Paris. Selon Le Figaro, l'ouverture du micro-comptoir Dumbo en septembre 2019, dans le 9ᵉ arrondissement, marque un tournant dans la visibilité de ce type de préparation, contribuant à « l'explosion du smash burger dans la capitale ». Le restaurant, fondé par Charles Ganem et Samuel Nataf, se distingue par une offre réduite centrée sur des steaks écrasés à haute température, servis dans un potato bun artisanal. Son développement rapide s'accompagne de l’ouverture de plusieurs adresses supplémentaires dans Paris. Le guide Fooding attribue à Dumbo la distinction de meilleur burger en 2020.

#### Élargissement du phénomène
À partir de 2020, le smash burger devient un format récurrent dans l’offre de restauration rapide et de street food en France. Le phénomène est amplifié par la popularité du visuel « foodporn » sur les réseaux sociaux et par des critiques gastronomiques valorisant l’aspect croustillant et la simplicité du produit,.

## Ingrédient
Les ingrédients utilisés dans un smash burger sont similaires à ceux d’un hamburger classique, à la différence que le steak est écrasé à la cuisson pour former une galette fine. Cette technique permet de mettre en contact une plus grande surface de la viande avec la table de cuisson et donc de caraméliser une plus grande surface de viande. La communication autour de cette technique de cuisson met en avant la réaction de Maillard, qui est la réaction décrivant le processus cuisson menant à la caramélisation de la viande en surface et en renforce les saveurs.
Un smash burger se compose généralement d’un ou plusieurs steaks hachés de bœuf écrasés, préparés avec environ 80 % de viande maigre et 20 % de matière grasse, d’un potato bun, de fromage fondu (souvent du cheddar), de cornichons, d’oignons, de moutarde et de ketchup. Certaines variantes peuvent inclure de la laitue, de la tomate, du bacon ou une sauce spéciale.